# Kristen Welkerová
Kristen Welkerová (* 1. července 1976 Filadelfie) je americká novinářka, která uvádí sobotní vydání zpravodajského pořadu Today na televizní stanici NBC News.
V roce 1998 získala na Harvardově univerzitě titul Bachelor of Arts v oboru historie. Již jako studentka pracovala pro Today, později působila na stanicích WLNE-TV, KRCR-TV a WCAU. V roce 2011 se stala dopisovatelkou NBC z Bílého domu.
V listopadu 2019 byla jednou z novinářek, uvádějících diskusi kandidátů před demokratickými primárkami. Moderovala také druhou debatu Joe Bidena a Donalda Trumpa před volbami prezidenta USA 2020, která se konala 22. října 2020 v Nashvillu.
Její otec Harvey Welker je běloch a pracuje jako inženýr, matka Julie Welkerová je černoška a obchoduje s nemovitostmi. Jejím manželem je od roku 2017 John Hughes, který pracuje v marketingu firmy Merck & Co.